# Gary Cooper
Frank James "Gary" Cooper (7 tháng 5 năm 1901 – 13 tháng 5 năm 1961) là một nam diễn viên điện ảnh Mỹ. Ông nổi tiếng với phong cách diễn nhẹ nhàng, trầm lặng và khả năng tự chủ, kiềm chế cảm xúc nên được coi là hình mẫu hoàn hảo cho thể loại phim câm, nhưng bên cạnh đó, ông vẫn có thể thể hiện cá tính mạnh mẽ như trong một số bộ phim miền Tây ông tham gia. Sự nghiệp của Cooper kéo dài từ năm 1925 cho đến tận khi ông sắp qua đời, bao gồm hơn một trăm bộ phim.
Trong suốt cuộc đời hoạt động nghệ thuật, Cooper từng nhận được 5 đề cử Oscar cho vai nam chính xuất sắc nhất, và hai lần đoạt giải với phim Sergeant York và High Noon. Ông cũng được trao tặng giải Oscar danh dự năm 1961.
Năm 1999, Viện phim Mỹ đã vinh danh Cooper trong số những huyền thoại điện ảnh vĩ đại nhất mọi thời đại thứ hạng 11. Năm 2003, vai diễn Will Kane của ông trong High Noon, Lou Gehrig trong The Pride of the Yankees, và Alvin York trong Sergeant York đều được coi những người hùng màn bạc trong lịch sử điện ảnh Mỹ.

## Thời niên thiếu
Frank James Cooper sinh ngày 7 tháng 5 năm 1901 tại Helena, Montana, là con trai của một chủ trại người Anh, Charles Henry Cooper và bà Alice Brazier Cooper. Ông được gửi đến Bedfordshire, Anh từ năm 1910 đến năm 1913 cho đến trước khi Thế chiến I nổ ra.
Năm Cooper 13 tuổi, ông gặp một tai nạn ô tô nên phải trở về trang trại của gia đình để điều dưỡng bằng việc cưỡi ngựa và luyện tập theo chỉ định của bác sĩ. Sau khi tốt nghiệp trung học ở Bozeman, Montana, ông theo học cao đẳng Grinnell ở Iowa cho đến năm 1924, nhưng không tốt nghiệp được. Cùng năm đó, cả gia đình ông chuyển tới Los Angeles, California.

## Sự nghiệp
Bắt đầu từ khi chuyển tới sống ở Los Angeles, Cooper dần chú ý tới thể loại phim câm. Ông đảm nhiệm một số vai phụ trên sân khấu, như trong phim Winning of Barbara Worth (1926) trước khi đến với Paramount. Tại Paramount, Cooper đã thu hút sự chú ý của khán giả màn bạc qua một vai phụ trong bộ phim kinh điển Wings năm 1927, bộ phim đã đoạt giải Oscar cho phim hay nhất.
Sau Wings, Cooper còn tham gia nhiều phim của Paramount, tiêu biểu như Arizona Bound, Nevada and The last Outlaw (1927)... Ông trở nên nổi tiếng và là một trong những nam minh tinh sáng giá nhất của Paramount. Năm 1936, ông được đề cử Oscar lần đầu tiên cho vai diễn trong Mr. Deeds Goes to Town (1935).
Năm 1941, với vai diễn Alvin York trong Sergeant York, Gary Cooper giành được giải Oscar cho nam diễn viên chính xuất sắc nhất. Hai năm sau liên tục 1942 và 1943, ông được đề cử Oscar cho các phim Chuông nguyện hồn ai (1943) và The Pride of the Yankees (1943). Năm 1952, lần thứ hai Cooper nâng tượng vàng Oscar với vai người hùng viễn tây trong High Noon.
Cooper mất ngày 13 tháng 5 năm 1961 vì bệnh ung thư phổi tại Los Angeles, 6 ngày sau sinh nhật lần thứ 60 của mình.

## Vinh danh
- Vì những cống hiến của mình cho ngành công nghiệp điện ảnh, Cooper được vinh danh bởi một ngôi sao trên Đại lộ danh vọng Hollywood tại 6243 Hollywood Blvd.
- Năm 1960, Gary Cooper được trao tặng Giải Oscar danh dự cho "những diễn xuất đáng nhớ của công nghịêp điện ảnh".
- Năm 1966, ông được chọn vào Đại sảnh danh vọng Nghệ sĩ miền Tây tại Bảo tàng di sản Cao bồi & Miền Tây Quốc gia Mỹ ở Oklahoma.

## Phim tham gia

### Vai phụ
| Năm  | Vai diễn                                 | Đạo diễn          | Vai chính                                                  |
| ---- | ---------------------------------------- | ----------------- | ---------------------------------------------------------- |
| 1925 | The Thundering Herd                      | William K. Howard | Jack Holt, Lois Wilson, Noah Beery                         |
| 1925 | Wild Horse Mesa                          | George B. Seitz   | Jack Holt, Billie Dove, Noah Beery, Douglas Fairbanks, Jr. |
| 1925 | Dick Turpin                              | John G. Blystone  | Tom Mix, Alan Hale                                         |
| 1925 | The Lucky Horseshoe                      | George B. Seitz   | Tom Mix, Billie Dove, Ann Pennington                       |
| 1925 | The Vanishing American                   | George B. Seitz   | Richard Dix, Lois Wilson, Noah Beery                       |
| 1925 | The Eagle                                | Clarence Brown    | Rudolph Valentino, Vilma Banky                             |
| 1925 | Ben Hur                                  | Fred Niblo        | Ramon Novarro, Francis X. Bushman, May McAvoy              |
| 1926 | The Enchanted Hill                       | Irvin Willat      | Jack Holt, Florence Vidor, Noah Beery                      |
| 1926 | Watch Your Wife                          | Sven Gade         | Virginia Valli                                             |
| 1926 | Old Ironsides (Tên Anh: Sons of the Sea) | James Cruze       | Charles Farrell, Esther Ralston                            |

### Phim truyện

#### 1926 - 1930
| Năm  | Tên phim                     | Vai diễn                                   | Đạo diễn            | Bạn diễn                                                         | Ghi chú   |
| ---- | ---------------------------- | ------------------------------------------ | ------------------- | ---------------------------------------------------------------- | --------- |
| 1926 | The Winning of Barbara Worth | Abe Lee                                    | Henry King          | Ronald Colman, Vilma Banky                                       |           |
| 1927 | It                           | Phóng viên                                 | Clarence Badger     | Clara Bow, Antonio Moreno                                        |           |
| 1927 | Children of Divorce          | Edward D. "Ted" Larrabee                   | Frank Lloyd         | Clara Bow, Esther Ralston                                        |           |
| 1927 | Arizona Bound                | Dave Saulter                               | John Waters         | Betty Jewel                                                      |           |
| 1927 | Wings                        | Cadet White                                | William A. Wellman  | Clara Bow, Charles "Buddy" Rogers, Richard Arlen, Jobyna Ralston |           |
| 1927 | Nevada                       | "Nevada"                                   | Arthur Rossen       | Thelma Todd                                                      |           |
| 1927 | The Last Outlaw              | Sheriff Buddy Hale                         | John Waters         | Betty Jewel                                                      |           |
| 1928 | Beau Sabreur                 | Major Henri de Beaujolais                  | John Waters         | Evelyn Brent, Noah Beery, William Powell                         |           |
| 1928 | The Legion of the Condemned  | Gale Price                                 | William A. Wellman  | Fay Wray                                                         |           |
| 1928 | Doomsday                     | Arnold Furze                               | Rowland V. Lee      | Florence Vidor                                                   |           |
| 1928 | Half a Bride                 | Thuyền trưởng Edmunds                      | Gregory La Cava     | Esther Ralston                                                   |           |
| 1928 | Lilac Time                   | Thuyền trưởng Philip Blythe                | George Fitzmaurice  | Colleen Moore                                                    | Phim câm. |
| 1928 | The First Kiss               | Mulligan Talbot                            | Rowland V. Lee      | Fay Wray                                                         | Phim câm  |
| 1928 | The Shopworn Angel           | William Tyler                              | Richard Wallace     | Nancy Carroll                                                    | Phim câm  |
| 1929 | The Wolf Song                | Sam Lash                                   | Victor Fleming      | Lupe Velez                                                       | Phim câm. |
| 1929 | Betrayal                     | Andre Frey                                 | Lewis Milestone     | Emil Jannings, Esther Ralston                                    |           |
| 1929 | The Virginian                | The Virginian                              | Victor Fleming      | Mary Brian, Richard Arlen, Walter Huston                         |           |
| 1930 | Only the Brave               | Thuyền trưởng James Braydon                | Frank Tuttle        | Mary Brian                                                       |           |
| 1930 | Paramount on Parade          | Hunter (Dream Girl)                        |                     | Mary Brian, Fay Wray                                             |           |
| 1930 | The Texan                    | Enrique, còn gọi là "Quico," The Llano Kid | John Cromwell       | Fay Wray                                                         |           |
| 1930 | Seven Days' Leave            | Kenneth Downey                             | Richard Wallace     | Beryl Mercer                                                     |           |
| 1930 | A Man from Wyoming           | Jim Baker                                  | Rowland V. Lee      | June Collyer                                                     |           |
| 1930 | The Spoilers                 | Roy Glenister                              | Edward Carewe       | Kay Johnson                                                      |           |
| 1930 | Morocco                      | Légionnaire Tom Brown                      | Josef von Sternberg | Marlene Dietrich                                                 |           |

#### 1931–1940
| Năm  | Tên phim                     | Vai diễn                             | Đạo diễn                 | Bạn diễn                                                            | Ghi chú                                                  |
| ---- | ---------------------------- | ------------------------------------ | ------------------------ | ------------------------------------------------------------------- | -------------------------------------------------------- |
| 1931 | Fighting Caravans            | Clint Belmet                         | Otto Brower David Burton | Lili Damita                                                         |                                                          |
| 1931 | City Streets                 | The Kid                              | Rouben Mamoulian         | Sylvia Sidney                                                       |                                                          |
| 1931 | I Take This Woman            | Tom McNair                           | Marion Gering            | Carole Lombard                                                      |                                                          |
| 1931 | His Woman                    | Thuyền trưởng Sam Whalan             | Edward Sloman            | Claudette Colbert                                                   |                                                          |
| 1932 | Make Me a Star               | Bản thân                             | William Beaudine         | Stuart Erwin, Joan Blondell                                         |                                                          |
| 1932 | Devil and the Deep           | Trung uý Sempter                     | Marion Gering            | Tallulah Bankhead, Charles Laughton, Cary Grant                     |                                                          |
| 1932 | If I Had a Million           | Steve Gallagher                      | Multiple**               | Jack Oakie                                                          |                                                          |
| 1932 | A Farewell to Arms           | Trung uý Frederic Henry              | Frank Borzage            | Helen Hayes, Adolphe Menjou                                         |                                                          |
| 1933 | Today We Live                | Bogard                               | Howard Hawks             | Joan Crawford                                                       |                                                          |
| 1933 | One Sunday Afternoon         | Bác sĩ Lucius Griffith "Biff" Grimes | Stephen Roberts          | Fay Wray                                                            |                                                          |
| 1933 | Design for Living            | George Curtis                        | Ernst Lubitsch           | Fredric March, Miriam Hopkins                                       |                                                          |
| 1933 | Alice ở xứ sở thần tiên      | Kị sĩ trắng                          | Norman McLeod            | Charlotte Henry                                                     |                                                          |
| 1934 | Operator 13                  | Thuyền trưởng Jack Gailliard         | Richard Boleslavski      | Marion Davies                                                       |                                                          |
| 1934 | Now and Forever              | Jerry Day                            | Henry Hathaway           | Carole Lombard, Shirley Temple                                      |                                                          |
| 1935 | The Wedding Night            | Anthony "Tony" Barrett               | King Vidor               | Anna Sten, Ralph Bellamy                                            |                                                          |
| 1935 | The Lives of a Bengal Lancer | Trung uý Alan McGregor               | Henry Hathaway           | Franchot Tone, Richard Cromwell, C. Aubrey Smith                    |                                                          |
| 1935 | Peter Ibbetson               | Peter Ibbetson                       | Henry Hathaway           | Ann Harding, John Halliday, Ida Lupino                              |                                                          |
| 1936 | Desire                       | Tom Bradley                          | Frank Borzage            | Marlene Dietrich, John Halliday                                     |                                                          |
| 1936 | Mr. Deeds Goes to Town       | Longfellow Deeds                     | Frank Capra              | Jean Arthur, George Bancroft                                        | Đề cử — Giải Oscar cho nam diễn viên chính xuất sắc nhất |
| 1936 | Hollywood Boulevard          | Người ở quầy bar                     | Robert Florey            | John Halliday                                                       |                                                          |
| 1936 | The General Died at Dawn     | O'Hara                               | Lewis Milestone          | Madeleine Carroll, Akim Tamiroff                                    |                                                          |
| 1936 | The Plainsman                | Wild Bill Hickok                     | Cecil B. DeMille         | Jean Arthur, Anthony Quinn                                          |                                                          |
| 1937 | Souls at Sea                 | Michael "Nuggin" Taylor              | Henry Hathaway           | Frances Dee, George Raft                                            |                                                          |
| 1938 | The Adventures of Marco Polo | Marco Polo                           | Archie Mayo              | Sigrid Gurie, Basil Rathbone, Binnie Barnes, Alan Hale              |                                                          |
| 1938 | Bluebeard's Eighth Wife      | Michael Brandon                      | Ernst Lubitsch           | Claudette Colbert, Edward Everett Horton                            |                                                          |
| 1938 | The Cowboy and the Lady      | Stretch Willoughby                   | H.C. Potter              | Merle Oberon, Walter Brennan, Patsy Kelly                           |                                                          |
| 1939 | Beau Geste                   | Michael "Beau" Geste                 | William A. Wellman       | Ray Milland, Brian Donlevy, Robert Preston, Susan Hayward           |                                                          |
| 1939 | The Real Glory               | Bác sĩ Bill Canavan                  | Henry Hathaway           | David Niven, Andrea Leeds, Broderick Crawford                       |                                                          |
| 1940 | The Westerner                | Cole Harden                          | William Wyler            | Walter Brennan, Doris Davenport, Forrest Tucker                     |                                                          |
| 1940 | North West Mounted Police    | Dusty Rivers                         | Cecil B. DeMille         | Madeleine Carroll, Preston Foster, Paulette Goddard, Robert Preston | Phim màu                                                 |

#### 1941–1950
| Năm  | Tên phim                                    | Vai diễn                          | Đạo diễn         | Bạn diễn                                         | Ghi chú                                                                                     |
| ---- | ------------------------------------------- | --------------------------------- | ---------------- | ------------------------------------------------ | ------------------------------------------------------------------------------------------- |
| 1941 | Meet John Doe (Tên Anh: John Doe, Dynamite) | Long John Willoughby ("John Doe") | Frank Capra      | Barbara Stanwyck, Edward Arnold, Walter Brennan  |                                                                                             |
| 1941 | Sergeant York                               | Alvin C. York                     | Howard Hawks     | Joan Leslie, Walter Brennan                      | Giải Oscar cho nam diễn viên chính xuất sắc nhất Giải NYFCC cho nam diễn viên xuất sắc nhất |
| 1941 | Ball of Fire                                | Giáo sư Bertram Potts             | Howard Hawks     | Barbara Stanwyck, Dana Andrews                   |                                                                                             |
| 1942 | The Pride of the Yankees                    | Lou Gehrig                        | Sam Wood         | Teresa Wright, Walter Brennan, Babe Ruth         | Đề cử — Giải Oscar cho nam diễn viên chính xuất sắc nhất                                    |
| 1943 | For Whom the Bell Tolls                     | Robert Jordan                     | Sam Wood         | Ingrid Bergman, Akim Tamiroff                    | Đề cử — Giải Oscar cho nam diễn viên chính xuất sắc nhất                                    |
| 1944 | The Story of Dr. Wassell                    | Dr. Corydon M. Wassell            | Cecil B. DeMille | Laraine Day, Signe Hasso, Dennis O'Keefe         |                                                                                             |
| 1944 | Casanova Brown                              | Casanova "Cass" Brown             | Sam Wood         | Teresa Wright, Frank Morgan                      |                                                                                             |
| 1945 | Along Came Jones                            | Melody Jones                      | Stuart Heisler   | Loretta Young, William Demerest                  |                                                                                             |
| 1945 | Saratoga Trunk                              | Đại tá Clint Maroon               | Sam Wood         | Ingrid Bergman                                   |                                                                                             |
| 1946 | Cloak and Dagger                            | Giáo sư Alvah Jesper              | Fritz Lang       | Lilli Palmer, Robert Alda                        |                                                                                             |
| 1947 | Unconquered                                 | Thuyền trưởng Christopher Holden  | Cecil B. DeMille | Paulette Goddard, Howard Da Silva, Boris Karloff |                                                                                             |
| 1947 | Variety Girl                                | Bản thân                          | George Marshall  | Mary Hatcher, Olga San Juan                      | sequence                                                                                    |
| 1948 | Good Sam                                    | Samuel R. "Sam" Clayton           | Leo McCarey      | Ann Sheridan                                     |                                                                                             |
| 1949 | The Fountainhead                            | Howard Roark                      | King Vidor       | Patricia Neal, Raymond Massey                    |                                                                                             |
| 1949 | It's a Great Feeling                        | Bản thân                          | David Butler     | Dennis Morgan, Doris Day, Jack Carson            |                                                                                             |
| 1949 | Task Force                                  | Jonathan L. Scott                 | Delmer Daves     | Jane Wyatt, Walter Brennan, Julie London         |                                                                                             |
| 1950 | Bright Leaf                                 | Brant Royle                       | Michael Curtiz   | Patricia Neal, Lauren Bacall                     |                                                                                             |
| 1950 | Dallas                                      | Blayde Hollister                  | Stuart Heisler   | Ruth Roman, Raymond Massey                       |                                                                                             |

### 1951–1961
| Năm  | Tên phim                                                      | Vai diễn                   | Đạo diễn         | Bạn diễn                                                            | Ghi chú |
| ---- | ------------------------------------------------------------- | -------------------------- | ---------------- | ------------------------------------------------------------------- | --- |
| 1951 | You're in the Navy Now (Tên gốc: U.S.S. Teakettle)            | Trung uý John W. Harkness  | Henry Hathaway   | Jane Greer, Eddie Albert                                            | |
| 1951 | Starlift                                                      | Bản thân                   | Roy Del Ruth     | Doris Day, Gordon MacRae, Virginia Mayo                             | |
| 1951 | It's a Big Country                                            | "Texas"                    | Multiple***      | —                                                                   | |
| 1951 | Distant Drums                                                 | Thuyền trưởng Quincy Wyatt | Raoul Walsh      | Mari Aldon, Arthur Hunnicutt                                        | |
| 1952 | High Noon                                                     | Marshal Will Kane          | Fred Zinneman    | Grace Kelly, Thomas Mitchell, Lloyd Bridges, Lon Chaney, Jr.        | Giải Oscar cho nam diễn viên chính xuất sắc nhất Giải Quả cầu vàng cho nam diễn viên phim chính kịch xuất sắc nhất Giải Photoplay cho nam diễn viên nổi tiếng nhất |
| 1952 | Springfield Rifle                                             | Maj. Alex "Lex" Kearney    | Andre De Toth    | Phyllis Thaxter, Paul Kelly                                         | |
| 1953 | Return to Paradise                                            | Mr. Morgan                 | Mark Robson      | Roberta Haynes                                                      | |
| 1953 | Blowing Wild                                                  | Jeff Dawson                | Hugo Fregonese   | Barbara Stanwyck, Ruth Roman, Anthony Quinn                         | |
| 1954 | Garden of Evil                                                | Cầu thủ                    | Henry Hathaway   | Susan Hayward, Richard Widmark                                      | |
| 1954 | Vera Cruz                                                     | Benjamin Trane             | Robert Aldrich   | Burt Lancaster, Denise Darcel, Cesar Romero, Ernest Borgnine        | |
| 1955 | The Court-Martial of Billy Mitchell (Tên Anh: One Man Mutiny) | Col. Billy Mitchell        | Otto Preminger   | Charles Bickford, Ralph Bellamy, Rod Steiger, Elizabeth Montgomery  | |
| 1956 | Friendly Persuasion                                           | Jess Birdwell              | William Wyler    | Dorothy McGuire, Marjorie Main, Anthony Perkins                     | Đề cử – Giải Quả cầu vàng cho nam diễn viên phim chính kịch xuất sắc nhất                                                                                          |
| 195  | Love in the Afternoon                                         | Frank Flannagan            | Billy Wilder     | Audrey Hepburn, Maurice Chevalier                                   | |
| 1958 | Ten North Frederick                                           | Joseph B. "Joe" Chapin     | Phillip Dunne    | Diane Varsi, Suzy Parker                                            | |
| 1958 | Man of the West                                               | Link Jones                 | Anthony Mann     | Julie London, Lee J. Cobb, Arthur O'Connell, Jack Lord              | |
| 1959 | The Hanging Tree                                              | Bác sĩ Joseph "Doc" Frail  | Delmer Daves     | Maria Schell, George C. Scott, Karl Malden                          | Phim màu |
| 1959 | Alias Jesse James                                             | Cao bồi                    | Norman McLeod    | Bob Hope, Rhonda Fleming, Wendell Corey                             | Phim màu cao cấp |
| 1959 | They Came to Cordura                                          | Thiếu tá Thomas Thorn      | Robert Rossen    | Rita Hayworth, Van Heflin, Tab Hunter, Dick York                    | Giải Nguyệt quế |
| 1959 | The Wreck of the Mary Deare                                   | Gideon Patch               | Michael Anderson | Charlton Heston, Virginia McKenna, Michael Redgrave, Richard Harris | |
| 1961 | The Naked Edge                                                | George Radcliffe           | Michael Anderson | Deborah Kerr, Eric Portman                                          | |

### Phim ngắn
| Năm  | Tên phim                                                 | Vai diễn                      |
| ---- | -------------------------------------------------------- | ----------------------------- |
| 1925 | Tricks                                                   | Vai nhỏ                       |
| 1926 | Three Pals                                               | Vai nhỏ                       |
| 1926 | Lightnin' Wins                                           | Nhóm trưởng "Lightnin"        |
| 1932 | The Slippery Pearls                                      | Bản thân                      |
| 1932 | The Voice of Hollywood Tập 13                            | Bản thân                      |
| 1932 | Hollywood on Parade                                      | Bản thân                      |
| 1932 | Hollywood on Parade Tập A-2                              | Bản thân                      |
| 1933 | Hollywood on Parade Tập A-12                             | Bản thân                      |
| 1933 | Hollywood on Parade Tập B-5                              | Bản thân                      |
| 1934 | Hollywood on Parade Tập B-6                              | Bản thân                      |
| 1934 | The Hollywood Gad-About                                  | Bản thân                      |
| 1934 | Star Night at the Cocoanut Grove                         | Bản thân                      |
| 1935 | Screen Snapshots Series 14, Tập 8                        | Bản thân                      |
| 1935 | Paramount Headliner: Broadway Highlights Tập 1           | Bản thân                      |
| 1935 | La Fiesta de Santa Barbara                               | Bản thân                      |
| 1937 | Lest We Forget                                           | Bản thân (nói về Will Rogers) |
| 1940 | Screen Snapshots: Seeing Hollywood                       | Bản thân                      |
| 1940 | Screen Snapshots Series 19, Tập 6: Hollywood Recreations | Bản thân                      |
| 1941 | Breakdowns of 1941                                       | Bản thân                      |
| 1942 | Hedda Hopper's Hollywood Tập 3                           | Bản thân                      |
| 1944 | Memo for Joe                                             | Bản thân                      |
| 1949 | Screen Snapshots: Motion Picture Mothers, Inc.           | Bản thân                      |
| 1949 | Snow Carnival                                            | Người kể chuyện               |
| 1954 | Boum sur Paris                                           | Bản thân                      |
| 1955 | Screen Snapshots: Hollywood Premiere                     | Bản thân                      |
| 1955 | Hollywood Mothers                                        | Bản thân                      |
| 1958 | Glamorous Hollywood                                      | Bản thân                      |
| 1959 | Premier Khrushchev in the USA                            | Bản thân                      |